# Feldstonia nitens
Feldstonia es un género monotípico de plantas con flores perteneciente a la familia de las asteráceas. Su única especie: Feldstonia nitens, es originaria de Australia.

## Descripción
Es una planta decumbente a ascendente,  hierba anual que forma esteras. Las flores de color amarillo, se producen en septiembre-octubre en los suelos arenosos rojos de Australia Occidental.

## Taxonomía
Feldstonia nitens fue descrita por  Philip Sydney Short   y publicado en Muelleria 7(1): 109. 1989.